# 1989 год в футболе
В этой статье описываются события в мировом футболе в 1989 году.

## Национальные футбольные чемпионаты
- Англия: «Арсенал»
- Аргентина: «Индепендьенте»
- Бразилия: «Васко да Гама»
- Испания: «Реал Мадрид»
- Италия: «Интернационале»
- Мексика: «Америка»
- Нидерланды: «ПСВ»
- Парагвай: «Олимпия»
- Португалия: «Бенфика»
- Уругвай: «Прогресо»
- Франция: «Олимпик Марсель»
- ФРГ: «Бавария»
- Шотландия: «Рейнджерс»

## Клубные соревнования вСССР

### Высшая лига чемпионата СССР
Первое место в турнире занял «Спартак» (Москва) с 44 очками. Второе и третье место — у «Днепра» и «Динамо» Киев — у них 42 и 38 очка соответственно. Из лиги вылетели «Локомотив» (Москва) и ленинградский «Зенит».

### Первая лига чемпионата СССР
В высшую лигу вышли ЦСКА из Москвы и ланчкхутинская «Гурия» (Грузия). У них 69 и 68 очков соответственно. Вылетели же карпатский и ростовский СКА и «Даугава» (Латвия).

### Кубок СССР
25.06.1989 на «Лужниках» «Днепр» победил московское «Торпедо» — 1:0.

## Выступления советских клубов в еврокубках

### Кубок Чемпионов
Результаты выступлений московского «Спартака»
1/16. «Спартак» — «Гленторан» (Белфаст) — 2:0, 1:1
1/8. «Спартак» — «Стяуа» (Бухарест)  — 0:3, 1:1

### Кубок УЕФА
Результаты выступлений «Динамо» (Минск)
1/32. «Динамо» — «Тракия» (Пловдив)  — 2:1, 0:0
1/16. «Динамо» — «Виктория» (Бухарест)  — 2:1, 0:1
Результаты выступлений «Жальгирис» (Вильнюс)
1/32. «Жальгирис» — «Аустрия» (Вена)  — 2:0, 2:5
Результаты выступлений «Торпедо» (Москва)
1/32. «Торпедо» — «Мальмё» (Мальмё)  — 0:2, 2:1 д.в
Результаты выступлений «Днепр» (Днепропетровск)
1/32. «Днепр» — «Бордо» (Бордо)  — 1:1, 0:1

### Кубок Кубков
Результаты выступления «Металлист» (Харьков)
1/16. «Металлист» — «Борац» (Баня-Лука) - 0:2,4:0
1/8. «Металлист» — «Рода» (Керкраде) - 0:1,0:0

## Европейские клубные турниры

### Кубок Чемпионов
Барселона. «Камп Ноу».  «Милан» —  «Стяуа» (Бухарест) — 4:0

### Кубок УЕФА
Неаполь. «Сан-Паоло».  «Наполи» (Неаполь) —  «Штутгарт» — 2:1
Штутгарт. «Неккарштадион».  «Штутгарт» —  «Наполи» — 3:3

### Кубок Кубков
Берн. «Стад де Сюисс». «Барселона»  — «Сампдория» (Генуя)  — 2:0

## Южноамериканские клубные турниры

### Кубок Либертадорес
Атлетико Насьональ —  Олимпия — 0:2; 2:0 (пен. 5:4)

### Суперкубок Либертадорес
Бока Хуниорс —  Индепендьенте — 0:0; 0:0 (пен. 5:3)

## Крупные международные турниры

### Кубок Америки
Победитель —  Бразилия

### Золотой Кубок КОНКАКАФ
Победитель —  Коста-Рика

## Прочие мировые турниры

### Британский Чемпионат (Кубок Роуса)
Победитель — Англия 

### Турнир CEMAC
Победитель — Камерун 

### Кубок CECAFA
Малави  — Уганда  — 3:3, пен.-1:2

### Кубок Амилкара Кабрала
Мали  — Гвинея - 3:0

### Карибский Кубок
Бриджтаун. Тринидад и Тобаго  — Гренада  — 2:0

### Игры Юго-Восточной Азии
Малайзия  — Сингапур  — 3:1